# William Seward Burroughs
William Seward Burroughs (28. januar 1857 i Rochester, New York – 14. september 1898 i Citronelle, Alabama) var en amerikansk opfinder.
Oprindeligt var han uddannet bankmand, men opfandt en "regnemaskine" i 1892, som var designet til at udregne størrelsen på pelsværk.
Han var grundlægger af American Arithmometer Company og er bedstefar til forfatteren William S. Burroughs.